# Okręt wsparcia ogniowego desantu
Okręt wsparcia ogniowego desantu – okręt artyleryjski, zbudowany zwykle na kadłubie okrętu desantowego, przeznaczony do zwalczania sił i środków obrony przeciwdesantowej przeciwnika w rejonie lądowania desantu morskiego.

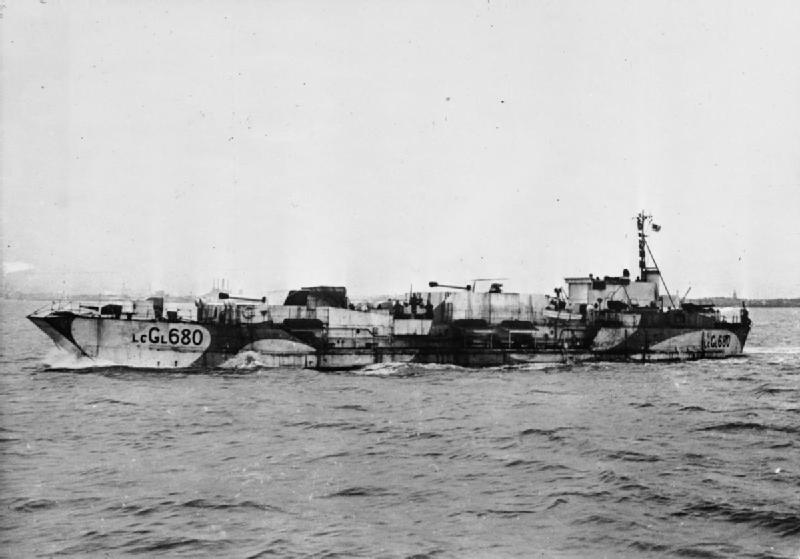
LCG(L)4-680

## Historia
Okręty wsparcia ogniowego desantu przede wszystkim budowano podczas II wojny światowej dla wsparcia wielkich operacji desantowych prowadzonych przez aliantów. Były to między innymi:
- LCG(L)3 – Landing Craft, Gun (Large) Mk III – produkcji brytyjskiej, na bazie barki desantowej LCT(3), uzbrojone w 1 lub 2 armaty morskie 120 mm i 2–4 działka plot. 20 mm. Wyporność 500 ton. Przebudowano 26 jednostek[1].
- LCG(L)4 – Landing Craft, Gun (Large) Mk IV – produkcji brytyjskiej, na bazie barki desantowej LCT(4), uzbrojone w 2 armaty morskie 120 mm i 7 działek plot. 20 mm. Wyporność 570 ton. Przebudowano 10 jednostek[1].
- LCG(M)1 – Landing Craft, Gun (Medium) Mk I – produkcji brytyjskiej, specjalnej budowy, uzbrojone w 2 haubicoarmaty 87 mm (25-funtowe) lub armaty przeciwpancerne 76 mm (17-funtowe) i 2 działka plot. 20 mm. Wyporność 380 ton[2].
- LCI(G) – produkcji amerykańskiej na bazie barki desantowej LCI(L), uzbrojone w różne warianty działek plot. 40 mm i 20 mm plot. wyrzutni rakiet niekierowanych. Wyporność pełna ok. 387 ton. Przebudowano 86 jednostek[3].
- LCS(L)2 – Landing Craft, Support (Light) Mk II – produkcji brytyjskiej na bazie kutra desantowego LCI(S), uzbrojony w działo kalibru 57 mm w wieży czołgu Valentine, dwa działka 20 mm plot. i moździerz dymny. Wyporność 116 ton. Przebudowano 10 jednostek[4].
- LCS(L)(3) – produkcji amerykańskiej na bazie barki desantowej LCI(L), uzbrojony w działo kalibru 76 mm, dwa działka 40 mm plot., cztery działka 20 mm plot. i 10 wyrzutni rakiet niekierowanych. Wyporność pełna 387 ton. Zbudowano 130 jednostek[5].
- LCT(R)2 – Landing Craft, Tank (Rocket) Mk II – produkcji brytyjskiej, na bazie barki desantowej LCT(2), uzbrojony w 792 wyrzutnie niekierowanych pocisków rakietowych kalibru 127 mm. Wyporność 515 ton[1].
- LCT(R)3 – Landing Craft, Tank (Rocket) Mk III – produkcji brytyjskiej, na bazie barki desantowej LCT(3), uzbrojony w 936–1044 wyrzutni niekierowanych pocisków rakietowych kalibru 127 mm. Wyporność 560 ton[1].